# On the Basis of Sex
On the Basis of Sex es una película biográfica de drama basada en la vida de Ruth Bader Ginsburg, Juez de la Corte Suprema de Justicia, dirigida por Mimi Leder y escrita por Daniel Stiepleman. Está protagonizada por Felicity Jones,  Armie Hammer, Justin Theroux, Jack Reynor, Cailee Spaeny, Sam Waterston y Kathy Bates. 
Tuvo su presentación mundial en el AFI Fest el 8 de noviembre de 2018, y fue estrenada el 25 de diciembre de 2018 por Focus Features.

## Reparto
- Felicity Jones: Ruth Bader Ginsburg
- Armie Hammer: Martin D. Ginsburg
- Justin Theroux: Mel Wulf
- Kathy Bates: Dorothy Kenyon
- Sam Waterston: Erwin Griswold
- Cailee Spaeny: Jane Ginsburg
- Callum Shoniker: James Steven Ginsburg
- Jack Reynor
- Stephen Root
- Ruth Bader Ginsburg

## Producción
El 18 de julio del 2017, Deadline reportó que Felicity Jones interpretaría a la Jueza de Corte Suprema de Justicia Ruth Bader Ginsburg en la película On the Basis of Sex, que sería dirigida por Mimi Leder. El guion de la película, escrito por Daniel Stiepleman, había entrado a la lista negra de 2014 por el mejor guion no producido del año. Natalie Portman anteriormente estaba ligada al papel. El 7 de septiembre de 2017, Armie Hammer se unió a la película para interpretar al esposo de Ruth, Martin D. Ginsburg; Robert W. Cort produciría la película a través de Participant Media, mientras que Focus Features la distribuiría domesticamente en 2018, con la producción planeada para comenzar a finales de 2017 en Montreal. El elenco fue completado por Justin Theroux, Kathy Bates, Sam Waterston, Jack Reynor, Stephen Root y Cailee Spaeny en octubre mientras la filmación comenzaba. En abril de 2018, se anunció que Ruth Bader Ginsburg aparecería en un pequeño papel.

## Estreno
La película sería estrenada por Focus Features el 9 de noviembre de 2018, pero fue atrasada al 25 de diciembre de 2018. Tuvo su premier mundial en el AFI Fest el 8 de noviembre de 2018.

## Recepción
On the Basis of Sex ha recibido reseñas mixtas a positivas de parte de la crítica y de la audiencia. En el sitio web especializado Rotten Tomatoes, la película posee una aprobación de 72%, basada en 269 reseñas, con una calificación de 6.4/10  y con un consenso crítico que dice: "On the Basis of Sex no es tan innovadora como su tema de la vida real, pero su vida extraordinaria es un caso sólido para sí misma como una película biográfica inspiradora y bien actuada." De parte de la audiencia tiene una aprobación de 76%, basada en más de 1000 votos, con una calificación de 3.7/5.
El sitio web Metacritic le ha dado a la película una puntuación de 59 de 100, basada en 40 reseñas, indicando "reseñas mixtas". Las audiencias encuestadas por CinemaScore le han dado a la película una "A" en una escala de A+ a F, mientras que en el sitio IMDb los usuarios le han dado una calificación de 7.1/10, sobre la base de 34 957 votos. En la página web FilmAffinity la cinta posee una calificación de 6.4/10, basada en 4373 votos.